# Pedro Passos Coelho
Pedro Manuel Mamede Passos Coelho (n. 24 iulie 1964) este un politician portughez, președintele Partidului Social-Democrat din Portugalia (între anii 2010-2018), formațiune politică conservatoare-creștin-democrată cu profil de centru, și între anii 2011-2015 cel de-al 118-lea șef de guvern al Portugaliei și al 20-lea din istoria Republicii Portugheze. Passos Coelho l-a înlocuit în funcția de prim-ministru pe José Sócrates, ca urmare a victoriei în alegerile parlamentare din 5 iunie 2011. El a depus jurământul ca prim-ministru la 21 iunie 2011. El este de profesie economist și om de afaceri. Și-a început cariera politică foarte devreme, devenind liderul organizației de tineret a Partidului Social-Democrat.
Passos Coelho predă ca profesor la Institutul superior de Științe Sociale și Politice al Universității din Lisabona și la Universitatea Lusiada. 